# 한림대학교 의료원
한림대학교의료원은 한림대학교성심병원, 한림대학교강남성심병원, 한림대학교춘천성심병원, 한림대학교한강성심병원, 한림대학교동탄성심병원 총 5개 병원을 산하에 두고 있는 의료기관이다. 의료원 전 병원의 병상을 합치면 3100여 병상에 달한다. 의과대학 교수만 630여명을 두고 있으며, 간호사 2400여명 등 총 5,600여명의 직원이 근무하고 있는 국내 최대 규모의 의료기관이다.
한림대학교의료원은 총 33개의 진료과 및 특성화센터를 운영하고 있다. 이 가운데 특성화센터로는 심장혈관센터, 호흡기센터, 뇌신경센터, 소화기센터, 로봇수술센터, 화상센터, 인공관절센터, 근골격센터, 고위험산모·신생아 집중치료센터, ECMO 센터, 응급의료센터 등이 있다.
한림대학교의료원의 성장은 국내 의학의 진보 및 발전과도 관계가 깊다. 한강성심병원은 1987년 국내 최초로 췌장이식을 성공해 의학계와 언론의 주목을 받았다. 한림대학교성심병원은 2002년 국내 최초 세기조절방사선 치료법을 개발해 암 치료에 선도적인 역할을 했다.
디지털 종합의료정보시스템 구축과 개발의 역사도 한림대학교의료원이 선도하고 있다. 의료원은 1995년 국내 최초 진료전산화(OCS) 시스템을 도입했다. 이후 의료원은 2006년 국내 최초로 다기관 통합 디지털 종합의료정보시스템(RefoMax System)을 구축하였고 2010년에는 의료계 최초 모바일 처방입력프로그램인 ‘Smart RefoMax OCS/EMR System’을 개발하여 환자 편의를 높이면서 병원이 구축해놓은 데이터들을 효율적으로 관리하는 방법을 업계에 제시하기도 했다.
한림대학교의료원은 국제경쟁력 강화를 위해 해외 네트워크 확대 사업을 활발하게 펼치고 있다. 지난 2002년 미국 컬럼비아의과대학과의 협약을 시작으로 핀란드 오울루대학, 이탈리아 파도바대학, 일본의 나가사키대학, 나고야시립대학, 동해대학, 교토부립의과대학 등 세계 유수 대학 및 의료기관들과 교류하고 있다. 2007년에는 국내 최초로 미국 뉴욕 맨해튼에 위치한 뉴욕과학아카데미에서 ‘한림-콜롬비아-코넬-뉴욕프레스비테리안’ 공동 국제학술심포지엄을 개최했다. 그 동안 심포지엄에서 다룬 주제도 다양하다. 고령화를 시작으로 비만, 대사증후군, 인공장기, 로봇수술, 알레르기 질환, 소화기암, ECMO, 재생의학, 조직공학 등 다양한 현안을 논의했다.

## 역사
한림대학교의료원의 역사는 1971년 한강성심병원이 개원하면서 시작됐다. 이후 한림대강남성심병원(1980년), 한림대춘천성심병원(1984년), 한림대성심병원(1999년), 한림대동탄성심병원(2012년) 순서로 개원했다.
관악구 신림종합사회복지관 위탁운영, 한림대학교성심병원 부설 안양복지관 운영, 영등포노인종합복지관 위탁운영을 하고 있다.

## 운영기관
- 한림대학교 성심병원 : 경기도 안양시 동안구 관평로170번길 22 소재 한림대학교성심병원은 1999년에 개원해 우수한 의료진과 최첨단 장비, 시설을 바탕으로 세계적인 경쟁력을 갖춘 한림대학교의료원의 플래그십 병원이다. 연면적 1만 4000평에 지하 2층 지상 13층 규모의 본관, 지하4층 지상10층의 제1,2별관 890병상 규모로 33개 진료과와 12개 특성화센터를 운영하고 있으며, 경기도 안양, 의왕, 군포, 과천 지역의 유일한 대학병원이다. 교육 및 첨단의학 학술연구로 의학발전을 이끄는 대학병원의 선도자 역할과 환자맞춤형 의료서비스 제공을 통해 지역사회 질병예방과 건강증진에 기여하는 환자중심병원이다.

- 한림대학교 강남성심병원 : 서울 영등포구 신길로 1 소재 한림대학교강남성심병원은 1980년 서울시 영등포구 대림동에 개원하였으며, 3만1528㎡ 면적에 578병상, 30개 진료과, 10개의 특성화 전문센터를 운영하며 국민 건강증진을 위한 첨단 의료를 구현하고 있다. 한림대학교강남성심병원은 혁신적 신의료기술 개발 등 첨단 임상중개의학연구를 주도하며, 세계 유수 대학병원과 진료 네트워크를 구축하여 최첨단 선진 의료를 구현하고 있다.

- 한림대학교 춘천성심병원 : 강원도 춘천시 삭주로 77소재 한림대학교춘천성심병원은 1984년 개원한 이래로 강원도 지역주민의 건강과 생명을 지켜왔다. 현재는 대지 4,300평, 본관 10층, 별관 9층, 지하 2층의 건물(연건평 8,000평)에 500병상 규모로 운영되고 있으며, 전국적으로도 명성이 높은 소화기센터, 심장혈관센터, 척추센터, 뇌신경센터 등 9개 특성화센터와 30개의 진료과를 운영해 고객을 최우선으로 모시는 환자중심병원이다.

- 한림대학교 한강성심병원 : 서울 영등포구 버드나루로7길 12 소재 한림대학교한강성심병원은 서울 영등포구에 위치하고 있으며 3만 2574m²면적에 26개 진료과를 운영하는 서울 서남부권 대표 종합병원이다. 한림대학교한강성심병원은 세계 최고의 화상센터를 바탕으로 최선의 진료로 환자 및 보호자의 건강하고 아름다운 삶에 기여하고 있다.

- 한림대학교 동탄성심병원 : 경기도 화성시 큰재봉길 7 소재 한림대학교동탄성심병원은 2012년 개원한 이래 경기 남부지역의 중추적 의료기관으로 자리매김하고 있다. 대지 6600평, 연면적 9만8000평, 지상 14층, 지하 3층 건물에 800병상 규모로 운영되고 있으며, 교수진 150여명을 비롯한 1200여명의 교직원이 환자들에게 맞춤형 치료와 서비스를 제공하기 위해 최선을 다하고 있다. 한림대학교동탄성심병원은 개원 이후 31개 진료과, 10개의 특성화센터를 운영하며 환자의 경험과 만족을 최우선으로 생각하는 환자중심병원, 환자의 빠른 쾌유를 돕는 환경친화적병원, 차별적 경쟁력을 지닌 21세기 첨단 의료과학적 병원으로서 최상의 의료서비스를 제공하고 있다.

## 연혁
- 1971. 12. 18 - 한강성심병원 개원
- 1974. 04. 22 - 의료법인 성심중앙유지 재단 설립
- 1977. 01. 01 - 서울동산병원 인수
- 1980. 01. 11 - 강남성심병원 개원
- 1981. 11. 10 - 의료원 출범, 초대 의료원장 송성호 박사 취임
- 1984. 12. 10 - 춘천성심병원 개원
- 1987. 05. 12 - 한강성심병원 국내 최초 췌장이식수술 성공
- 1995. 06. 01 - 국내 최초 진료전산화(OCS) 가동
- 1997. 07. 00 - 강남성심병원 치과 임플란트 개발
- 1999. 03. 06 - 한림대학교성심병원 개원
- 2000. 10. 04 - 영등포노인종합복지관 개관
- 2001. 09. 13 - 한림대학교성심병원 부설 한림유전체응용연구소 개설
- 2004. 09. 21 - 의료원&NYPH 협약체결 / 제1회 한림-컬럼비아-코넬-NYP 국제학술 심포지엄 개최(주제: 한국 고령화 사회를 대비한 국제학술 심포지엄)
- 2005. 05. 06 - 해외의료지원단 파견(동남아 쓰나미 지진해일 피해지역)
- 2006. 12. 15 - 해외교포진료센터 개설
- 2006. 12. 22 - 디지털 종합의료정보시스템 구축
- 2007. 01. 08 - 한림대학교성심병원, 싸이클로트론 설치
- 2007. 03. 20 - 한림대학교임상치의학대학원치과병원 개원
- 2008. 05. 22 - ECO-HALLYM 환경경영 선포식’ 개최
- 2008. 11. 26 - 한림대학교성심병원 상급종합병원 지정
- 2009. 12. 30 - 『외교부, 파라과이 산뻬드로 종합병원 건립사업』수행기관 선정
- 2011. 03. 01 - 다학제적 센터중심 진료체제 전환
- 2011. 12. 18 - 한강성심병원 개원 40주년
- 2012. 12. 04 - 강남성심병원 다빈치로봇수술 500례 달성 기념식
- 2013. 05. 10 - 동탄성심병원 개원
- 2014. 03. 11 - 한림대학교성심병원 제17회 인천아시아경기대회 공식지원병원 협약
- 2015. 01. 01 - 한강성심병원 보건복지부로부터 화상전문병원 지정
- 2015. 03. 12 - 4세대 로봇수술기 다빈치 Xi 도입 (한림대학교성심병원, 강남성심병원, 동탄성심병원)
- 2015. 04. 18 - 한림중개의학연구소 개소
- 2016. 08. 26 - 한림대학교춘천성심병원 강원춘천권 권역응급의료센터 개소
- 2016. 09. 01 - 한림대학교성심병원 경기서남부권 권역응급의료센터 개소
- 2017. 08. 15 - 한림시뮬레이션센터 개소